# مارک پترسون (بازیکن فوتبال، زاده ۱۹۶۵)
مارک پترسون (انگلیسی: Mark Patterson؛ زادهٔ ۲۴ مهٔ ۱۹۶۵) بازیکن فوتبال اهل بریتانیا است.
از باشگاه‌هایی که در آن بازی کرده‌است می‌توان به باشگاه فوتبال بلکپول، باشگاه فوتبال بلکبرن روورز، باشگاه فوتبال پرستون نورث اند، باشگاه فوتبال بولتون واندررز، باشگاه فوتبال شفیلد یونایتد، باشگاه فوتبال بری، و باشگاه فوتبال ساوتند یونایتد، باشگاه فوتبال بری، و باشگاه فوتبال ساوتند یونایتد اشاره کرد.